# Serj Tankian
Serj Tankian ([ˈsɛɾʒ tʰɑnˈkʰjɑn], armeniska: Սերժ Թանկյան), född 21 augusti 1967 i Beirut, Libanon, är en amerikansk sångare och musiker. Han flyttade till USA tillsammans med sin familj 1975 efter att inbördeskriget i Libanon hade brutit ut. Han växte upp i ett armeniskt område i Los Angeles och gick i skola på Rose and Alex Pilibos Armenian School, där även två av de framtida bandmedlemmarna i System of a Down (Daron Malakian och Shavo Odadjian) gick. Efter att ha fått höga betyg i high school började Tankian på California State University, Northridge där han studerade marknadsföring och han tog sin kandidatexamen vid detta universitet. Han hann även med att starta ett mjukvaruföretag innan han bestämde sig för en musikalisk bana.
Han är mest känd som sångare i bandet System of a Down, där han även spelade gitarr och keyboard. Han blev utsedd till nummer 26 på Hit Parader's Top 100 Metal Vocalists of All Time. Tankians egen kommentar till utmärkelsen var följande: "Utmärkelser, särskilt de som är baserade på folkets röster, är alltid komplimanger även om utmärkelsen i sig själv inte har något reellt inre värde för det jag gör som artist."

## Soil och System of a Down
I Los Angeles träffade de övriga medlemmarna i vad som skulle bli System of a Down. Bandet är känt för sin aggressiva musik med västerländska rytmer, samt provocerande texter som Tankian delvis skriver. Innan System of a Down var Tankian själv medlem i bandet Soil där han var en keyboardist. System of a Down hade ett uppehåll mellan 2006 och 2011 och under denna tid fokuserade Tankian helt och hållet på sin solokarriär.

## Solokarriär
Tankian startade skivbolaget Serjical Strike med mål att ge skivkontrakt till band med annorlunda musikstil. I samband med bildandet spelade han in en skiva med en armenier som är känd för sin mångkulturella stil, nämligen Arto Tunçboyacıyan. Albumet fick heta Serart, efter de båda artisternas namn (Serj Tankian och Arto Tunçboyacıyan) och albumet släpptes i maj 2003.
Tankian släppte i oktober 2007 ett soloalbum vid namn Elect the Dead, via Serjical Strike. Enligt en video på Youtube, uppladdad på Serj Tankians officiella kanal, skulle ett livealbum släppas under sommaren 2009. Detta ändrades sedan och albumet släpptes istället i mars 2010, under namnet Elect the Dead Symphony.
Ett andra soloalbum släpptes under sensommaren 2010, inspelningen av detta album påbörjades under 2009. Temat på det andra albumet var mer åt jazz- och orkesterhållet, snarare än rock. Tankian själv förklarar det med orden "Även om mitt andra soloalbum inte är helt orkestralt så är det orkestral jazzrock. Jag gillar att kalla det för "a musical clusterfuck"". Namnet på albumet var från början Music Without Borders, men den slutgiltiga titeln ändrades senare till Imperfect Harmonies.
Tankian håller även på att skriva en musikal, tillsammans med Steven Sater, som handlar om Den fjättrade Prometheus. De åtta låtarna kommer att släppas som ett album, men det är ännu oklart exakt när. Ett tredje soloalbum under namnet Harakiri släpptes den 10 juli 2012.

### Diskografi
| Studioalbum - 2007 – Elect the Dead - 2010 – Imperfect Harmonies - 2012 – Harakiri - 2012 – Orca Symphony No. 1 - 2013 – Jazz-Iz-Christ Livealbum - 2010 – Elect the Dead Symphony EP-skivor - 2008 – Lie Lie Live - 2011 – Imperfect Remixes | Singlar - 2007 – "Empty Walls" - 2008 – "Lie Lie Lie" - 2008 – "Sky Is Over" - 2008 – "Fears" - 2010 – "The Charade" - 2010 – "Left of Center" - 2010 – "Reconstructive Demonstrations" - 2012 – "Figure It Out" - 2012 – "Cornucopia" - 2012 – "Harakiri" |

### The F.C.C.
The F.C.C. (som står för The Flying Cunts of Chaos) var Tankians kompband när han uppträdde live från 2007 till 2009. Sedan dess är det ett eget band och deras debutsingel "Daysheet Blues" släpptes i juli 2010.

#### Medlemmar
| Nuvarande - Mario Pagliarulo — bas, sång (2007-idag) - Erwin Khackikian — keyboard, piano, synthesizer, sång (2007-idag) - Troy Zeigler — trummor, sång (2007-idag) - Dan Monti — gitarr, sång (2007-idag) - Jeff Mallow — gitarr, sång (2008-idag) | Före detta - Larry "Ler" LaLonde — gitarr, sång (2007-2008) |

## Projekt
Tankian är vegetarian och kämpar mot krig, diskriminering och många andra orättvisor i världen. Han har startat flera projekt mot dessa orättvisor, däribland Axis of Justice, vilket är en aktivistsida för musik och politik. Tankian startade sidan tillsammans med Rage Against the Machine/Audioslaves gitarrist Tom Morello. Ett annat projekt är D.A.R.E. som är till för ungdomar. Tankian har även aktivt kämpat för att få fram sanningen om det armeniska folkmordet, som ägde rum mellan 1915 och 1923, och för detta fick han Prime Minister's Memorial Order-medaljen av den armeniske premiärministern Tigran Sargsian i augusti 2011.
Förutom detta har Tankian givit ut några diktsamlingar, där den första släpptes den 1 april 2001. Den gick under namnet Cool Gardens och från den samling har flera dikter gjorts om till låtar (till exempel "Jeffrey, Are You Listening?", "Friik" och "Nations"). En andra diktsamling, med namnet Glaring Through Oblivion släpptes den 22 mars 2011.

## Privatliv
Tankian är sedan 9 juni 2012 gift med Angela Madatyan, född 21 augusti 1983. Madatyan är armenier från Vanadzor och tillsammans har de sonen Rumi, född i oktober 2014. Tankian har även en bror vid namn Sevag Tankian.